# Sindromul de scurgere capilară
Sindromul de scurgere capilară se caracterizează prin scurgerea plasmei sanguine prin pereții capilari către țesuturile, organele sau cavitățile înconjurătoare. Este un fenomen des întâlnit în sepsis și mai puțin frecvent în bolile autoimune, sindromul acidului retinoic, sindromul de grefare, limfohistocitoză hemofagocitică, sindromul hiperstimulării ovariene, febre hemoragice virale, mușcătura de șarpe și intoxicația cu ricină.  Produse farmaceutice, precum chimioterapicele gemcitabină și tagraxofusp, anumite interleukine și anticorpi monoclonali, pot provoca, de asemenea, scurgeri capilare.  Toate aceste condiții intră în categoria sindromului de scurgere capilară secundară.
Sindromul de scurgere capilară sistemică (SCLS, boala Clarkson, sau sindromul de scurgere capilară primară) este o patologie rară, gravă și episodică, ce se regăsește la indivizii altfel sănătoși, mai ales de vârstă mijlocie.  Se caracterizează prin episoade autoreversibile în timpul cărora celulele endoteliale, care căptușesc capilarele, de obicei la nivelul extremităților, se separă timp de una până la trei zile, provocând o scurgere de plasmă, în principal în compartimentele musculare ale brațelor și picioarelor. Abdomenul, sistemul nervos central și organele (inclusiv plămânii) sunt de obicei cruțate, dar extravazarea plasmatică de la nivelul extremităților este suficient de masivă pentru a provoca șoc circulator și sindrom de compartiment. Acestea duc la hipotensiune arterială, hemoconcentrație (creșterea vâscozității sângelui) și hipoalbuminemie.  SCLS este astfel o boală care pune în pericol viabilitatea membrelor, deoarece fiecare episod are potențialul de a provoca leziuni semnificative ale mușchilor și nervilor acestora, precum și organelor vitale ca urmare a hipoperfuziei.   Are simptomatologie similară cu policitemia, policitemia vera, sindromul de hipervâscozitate și sepsisul. 

## Simptome
Majoritatea pacienților cu SCLS raportează că au simptome asemănătoare gripei (cum ar fi curgerea nasului), tulburări gastro-intestinale (diaree sau vărsături), fatigabilitate, durere la nivelul membrelor. Există însă și cazuri când nu există simptome semnificative înaintea episoadelor acute. Ulterior manifestării, aceștia dezvoltă polidipsie și amețeală, următoarele măsuri paraclinice putând fi constatate:   
- hemoconcentrație (niveluri ale hematocritului >49% la bărbați și >43% la femei, datorită creșterilor relative);
- hipotensiune arterială (tensiune arterială sistolică <90 mm Hg);
- hipoalbuminemie (<3,0 g/dL);
- edem parțial sau generalizat, cu extremități reci;
- detectarea de paraproteină în sânge (paraproteină monoclonală în 80% din cazuri).

## Cauză
Deși mecanismul molecular precis al SCLS rămâne nedeterminat, cercetările științifice din ultimii ani, efectuate în principal de către Institutul Național de Alergie și Boli Infecțioase din SUA, au lămurit parțial rădăcinile biologice și chimice ale patologiei. Studiul microvasculaturii periferice din probele de biopsie ale pacienților nu a evidențiat anomalii grave, angiogeneză perturbată, celule inflamatorii sau alți factori care să sugereaze deteriorarea vaselor de sânge prin inflamație.  Absența anomaliilor structurale este astfel în concordanță cu ipoteza conform căreia sindromul ține de un oarecare fenomen celular patologic reversibil al endoteliilor capilarelor.
Studiile sugerează că prezența diferiților factori inflamatori în timpul episoadelor de SCLS poate explica permeabilitatea temporar anormală a celulelor endoteliale care căptușesc capilarele. Astfel s-au găsit niveluri (temporar) crescute ale mediatorilor inflamatori ai monocitelor și macrofagelor, factorului de creștere endotelială și angiopoietinei-2. Degenerarea celulelor endoteliale combinate, în condiții de laborator, cu luat de la pacienții cu episoade acute de SCLS, sugerează de asemenea importanța factorilor biochimici serici în dezvoltarea sindromului.  
Nu există dovezi că SCLS este ereditar, și nu s-au găsit gene specifice a căror mutație să explice sindromul.  Semnificația clinică, dacă există, a paraproteinei (MGUS) prezentă la majoritatea pacienților cu SCLS este necunoscută, cu excepția faptului că a fost un precursor al mielomului multiplu într-o minoritate (7% în cel mai mare eșantion raportat) de pacienți cu SCLS.  

## Diagnostic
SCLS este adesea dificil de recunoscut și diagnosticat la primele simptome și, prin urmare, diagnosticele greșite sunt frecvente. Triada caracteristică constă din: hipotensiune arterială semnificativă, hematocrit mărit (cu leucocitoză și trombocitoză) și hipoalbuminemie în absența cauzelor secundare de șoc și infecție. Diagnosticul trebuie confirmat prin monitorizare într-un cadru spitalicesc în timpul sau după un episod acut. Faptul că afecțiunea este extrem de rară – se estimează o prevalență de 1 la 1 milion de persoane – și că alte câteva boli prezintă caracteristici asemănătoare SCLS, inclusiv sindromul de scurgere capilară secundară sau hipoproteinemia, militează împotriva identificării ei precoce.   Conștiința păstrată, în ciuda șocului sever și a hipotensiunii, este o manifestare clinică suplimentară, și cea mai intrigantă, raportată adesea în timpul episoadelor petrecute în spital. 

## Tratament
Istoria pacienților cu episoade SCLS indică faptul că acestea se rezolvă spontan în 2-4 zile de la debut, constând din două faze distincte.   

### Faza de scurgere capilară
Faza inițială constă din scurgerea capilară, care durează de la 1 la 3 zile, timp în care până la 70% din volumul total al plasmei poate extravaza, în special la nivelul extremităților.   Cele mai frecvente caracteristici clinice sunt simptome asemănătoare gripei, precum: fatigabilitate; curgerea nasului; amețeli până la sincopă (leșin); durere musculară locală sau generalizată; edem (adesea facial); dispnee; și hipotensiune arterială, care duce la șocul circulator cu potențial colaps cardiopulmonar și ischemia altor organe.    Leziunea sau insuficiența renală acută reprezintă riscuri frecvente datorită necrozei tubulare acute ca urmare a hipovolemiei și rabdomiolizei.    Pierderea de ser din capilare are efecte similare cu deshidratarea, incetinind atat fluxul de oxigen livrat țesuturilor și organelor, cât și eliminarea de urină. Asistența medicală de urgență în această fază constă în eforturi de resuscitare cu fluide, în principal administrarea intravenoasă in bolus de hidroxietil amidon sau de coloid (cu 25% albumine). Administrarea in bolus de coloid este preferabilă administrării continue de soluții de cristaloide (de exemplu, soluții saline).  Oricât de eficientă ar fi această intervenție asupra tensiunii arteriale, impactul terapiei cu fluide este întotdeauna tranzitoriu și duce la creșterea edemelor, putând genera complicații multiple, în special sindromul de compartiment și, astfel, rabdomioliză la nivelul membrelor. În consecință, pacienții care se confruntă cu episoade de SCLS trebuie monitorizați îndeaproape într-un cadru de terapie intensivă spitalicească, inclusiv pentru posibile complicații ortopedice ce necesită decompresii chirurgicale. Terapia cu fluide trebuie optimizată în sensul minimizării cantității perfuzate.   

### Faza de recrutare
A doua etapă presupune reabsorbția lichidului extravazat inițial și a albuminei din țesuturi și durează de obicei 1-2 zile. Creșterea volumului lichidului intravascular duce la poliurie și poate cauza edem pulmonar acut și stop cardiac cu posibile consecințe fatale.   Moartea în sindromul de scurgere capilară sistemică apare de obicei în timpul acestei faze, din cauza edemului pulmonar care rezultă din administrarea excesivă de lichid intravenos în faza anterioară.   Severitatea consecințelor depinde de cantitatea de lichid perfuzată în faza inițială, de gradul de afectare al rinichilor și de promptitudinea administrării ulterioare a diureticelor.  Un studiu din 2017, cuprinzând 59 de episoade acute apărute la 37 de pacienți spitalizați cu SCLS, a concluzionat că terapia cu fluide administrate în volum mare este independent asociată cu rezultate clinice mai slabe, și că principalele complicații ale episoadelor SCLS au rezultat ulterior fazei de recrutare, constând din: edem pulmonar în faza de recuperare (24%), aritmia cardiacă (24%), sindromul de compartiment (20%) și infecțiile dobândite (19%). 
Prevenirea episoadelor de SCLS a implicat două abordări. Prima a fost asociată cu practica clinicii Mayo, tratamentul făcându-se cu agoniști beta, precum: terbutalina, teofilina (inhibitor al fosfodiesterazei) și montelukast (antagonist al receptorilor pentru leucotriene).  
Rațiunea utilizării acestor medicamente constă în capacitatea lor de a crește nivelurile intracelulare de AMP ciclic (adenozin monofosfat), ce ar putea contracara căile de semnalizare care induc permeabilitatea endotelială. Acesta a fost tratamentul standard până la începutul anilor 2000, fiind abandonat ulterior, datorită recurenței episoadelor de SCLS și datorită efectelor lor secundare semnificative.   
A doua abordare, mai recentă, utilizată inițial în Franța la începutul anilor 2000, implică perfuzarea lunară de imunoglobuline (IVIG), cu o doză inițială de 2 g/kg/lună, care s-a dovedit a fi de mare succes conform rezultatelor raportate din întreaga lume.    
Astfel, perfuzarea de imunoglobuline (i.e. IVIG) a devenit tratamentul predilect al sindroamelor autoimune și asociate cu paraproteina MGUS, datorită potențialelor sale proprietăți imunomodulatoare și anticitokine. Mecanismul precis de acțiune al IVIG la pacienții cu SCLS este necunoscut, dar probabil se bazează pe neutralizarea citokinelelor proinflamatorii care provoacă disfuncția endotelială.     Un studiu retrospectiv, având la bază 69 de pacienți, majoritatea europeni, a concluzionat că terapia IVIG constituie cel mai puternic factor asociat cu supraviețuirea acestora, așa încât terapia cu IVIG ar trebui să fie tratamentul de elecție în cazul SCLS.  Aceste concluzii sunt confirmate de NIH (National Institute of Health), care, într-un studiu propriu, susține și că efectele secundare sunt minime. 

## Prognoză
Într-un studiu european desfășurat în perioada 1996-2016, cuprinzând 69 de pacienți, ratele de supraviețuire la 5 și 10 ani pentru pacienții cu SCLS au fost de 78%, respectiv 69%. Ratele de supraviețuire la 5 și 10 ani la pacienții tratați cu IGIV au fost de 91% și, respectiv, 77%, comparativ cu 47% și 37% la pacienții netratați cu IGIV.  Mai mult, identificarea și gestionarea precoce a acestei afecțiuni pare să aibă ca rezultat o mortalitate mai scăzută și creșterea calității vieții bolnavilor.

## Istorie
Sindromul a fost descris prima dată în 1960, de o echipă de medici din New York, condusă de Dr. Bayard D. Clarkson Arhivat în 2 septembrie 2017, la Wayback Machine. , fiind astfel numit și "sindromul Clarkson".